# Ventall de pericó
Un ventall de pericó és un ventall de grans dimensions molt utilitzat en el món del teatre i la dansa, especialment el flamenc. Es realitzaven en tècniques diverses: amb un fons de tul treballat al boixet, folrats, pintats... Es van posar de moda a l'últim terç del segle xix.

## Museu d'Arenys de Mar
Al Museu d'Arenys de Mar es conserva un exemplar d'aquest tipus de ventall, provinent de la col·lecció privada de Carmen Tórtola Valencia, del Col·legi de l'Art Major de la Seda. Es va mostrar en l'exposició «Carmen Tórtola Valencia, passió pel col·leccionisme», juntament amb una fotografia, provinent del fons de l'Institut del Teatre, on es pot veure Tórtola lluent aquest ventall en concret.